# 니이정
니이정(新居町)은 도쿠시마현 묘도군에 있던 정이다. 1955년 도쿠시마시에 편입되어, 현재의 후도지구에 해당한다. 

## 역사
- 1889년 - 정촌제 시행에 수반해 묘도군 니이촌이 탄생하였다.
- 1952년 - 정으로 승격해 니이정이 되었다.
- 1955년 - 도쿠시마시에 편입해 소멸하였다.